# Laep Investments
A Laep Investments é uma empresa holding com sede principal em Bermudas, já foi listada em Luxemburgo e na B3 sob os códigos MILK11 e, posteriormente, MILK33. Hoje possui capital fechado. Foi deslistada da B3 em 2017. O principal investimento da empresa de private equity foi a Parmalat do Brasil S.A., cujo controle foi adquirido em leilão da Recuperação Judicial em maio de 2006. Houve muita discussão e diversos processos administrativos e judiciais envolvendo reestruturações e a queda do valor dos recibos (BDRs) em bolsa no Brasil (em linha com outras listagens de 2007, como Agrenco, Rennar Maçãs, entre outras). De 2007 até 2015, os BDRs da empresa caíram significativamente, sendo apontado como um grande prejuízo do mercado financeiro brasileiro (que desconsidera casos de falência, como recentemente o da Saraiva S.A. - depois de listada por mais de 50 anos). Recentemente tivemos também na Bolsa brasileira o caso das Lojas Americanas - envolvendo  fraudes - e diversos fracassos com perdas de 95% a 99.9% do valor em bolsa - como Agrogalaxy, Multilaser e Infracormerce. 

## Histórico
A Laep é uma empresa constituída em 20 de junho de 2007 em Hamilton, Bermudas, e originada em 1994. de uma parceria dos antigos sócios fundadores com a norte-americana TCW - Trust Company of the West.  Dentre as principais empresas que fizeram parte do portfólio da Laep estiveram a Daslu, Parmalat, Monticiano Participações S.A (consórcio constituído em julho 2010 com as Companhias Gloria, Ibituruna e LeitBom em parceria com o Fundo GP Investiments Ltd. - fundado por Jorge Paulo Lemann, Marcel Telles e Beto Sicupira  (contoladores também das Americanas, 3G e da ABInBev/AmBev), e LBR - Lácteos Brasil S/A (constituída em dezembro 2010 a partir de fusão de empresas, sob controle do Fundo GP Investments, com fundos do Banco Nacional de Desenvolvimento Econômico e Social - BNDES).
Em outubro 2007 a companhia fez  IPO em Luxemburgo e no Brasil simultaneamente. Os recibos de ações (BDRs) passaram a ser negociados no Nível III na B3. Em janeiro de 2010 a Laep entrou com pedido na CVM de fechamento de capital da subsidiária Parmalat Brasil S.A. Indústria de Alimentos, negociada na B3 pelos códigos (LCSA3) para ações ordinárias; e (LCSA4) para ações preferenciais. Naquele mesmo ano, a LAEP iniciou um processo de aquisição de participação societária no capital da empresa Holquadros SGPS S.A. (“Holquadros”), além da integralidade das ações Matebrico SGPS S.A., empresas de Portugal e Espanha pertencentes ao Grupo Empark (www.empark.com). O negócio não foi adiante, e o dinheiro captado para o negócio retornou à Laep. Firmou contrato como GEM (Global Emerging Markets), fundo novaiorquino, em 15 de janeiro de 2010,de subscrição particular de 120 milhões de reais em mais de 30 milhões de ações em BDRs. Em fevereiro de 2011, através de leilão judicial, adquiriu unidade produtiva isolada (UPI - de acordo com a Lei de Falências 11.101/05) com a marca Daslu, uma das mais fortes e renomadas marcas do mercado de luxo do Brasil. Posteriormente, em 2022, a Marca Daslu foi adquirida pela Construtora Mitre, também em novo  leilão judicial. Em dezembro de 2011, o diretor financeiro da Laep a época, Alberto Mendes Tepedino, em entrevista ao InfoMoney (em vídeo), afirmou que os atrasos nos balanços seriam  sanados em 2012. Nos anos de 2010 e 2011, a Laep atrasava de 7 a 12 meses a publicação das informações financeiras (ITRs - Informações Trimestrais , IAN - Informações Anuais e DFPs - Demonstrações Financeiras Padronizadas). Ainda em 2012, a Laep estudou a compra da CELPA (Centrais Elétricas do Pará). Em março de 2013 a Laep anunciou uma fusão com a empresa de Bermudas Prosperity Overseas (Bermuda) Limited, mas a fusão foi suspensa em 6 de março de 2013 e nunca ocorreu. Em setembro de 2013 a Suprema Corte de Bermudas decidiu pela liquidação da Laep. A liquidação foi posteriormente revertida, encontrando-se regularmente registrada naquele país até 2022. Em 19 de agosto de 2014, a CVM suspendeu o registro da Laep por ter descumprido, por período superior a 12 meses, suas obrigações periódicas. Os BDRs já não estavam sendo negociadas na B3 desde setembro de 2013.

## Disputas e investigação
Até 2012, a Laep respondia por muitas reclamações e processos administrativos na CVM, em sua maioria relativos ao atraso de registro de informações periódicas e eventuais. Em 2013 os processos em aberto na CVM foram consolidados em procedimento único, ainda em curso, que posteriormente foi desmembrado em dois.  Detentores de BDRs reclamavam à época que a CVM não conseguiria fiscalizar o mercado de capitais com eficiência, em razão do tempo que demora a ser julgado o processos (há ainda processos em aberto em 2023). Denúncias do MPF apontavam ainda supostos pagamentos a familiares do controlador de forma fraudulenta, julgados improcedentes pelo poder judiciário de forma permanente (transito em julgado). Segundo a revista InfoMoney, haveria denúncia de suposta fraude na fusão anunciada - e depois cancelada - com a Prosperity Overseas no início do ano de 2013. Há fatos relevantes da época detalhando os acontecimentos. 
A CVM investigou operações de aumento de capital via emissões de BDRs para liquidação de dívidas e despesas entre os anos de 2010 e 2012, o que teria afetado (diluído) a participação de acionistas minoritários (suposta diluição injustificada). Os BDRs da empresa desvalorizam 99,98% na B3. Investidores minoritários em 20 de janeiro de 2012 manifestaram-se de forma pacífica em frente a Laep, B3 e Daslu.
Em março de 2013, a Laep, suas subsidiárias e o controlador tiveram seus bens bloqueados pela Justiça Federal de São Paulo, através da liminar na ação cautelar proposta pela CVM e MPF. Ainda em março, a Laep Investments e o controlador, Marcus Alberto Elias, apresentaram um recurso, agravo de instrumento, com tentativa de suspender o bloqueio de seus bens. Em 22 de março, o Ministério Público Federal apresentou sua manifestação ao recurso e, em 19 de abril, através do Procurador Regional da República, peticionou a Contraminuta ao agravo de instrumento da Laep, recurso este negado pela Justiça em 30 de abril de 2013.
Em abril de 2013, a Laep Investments Ltd passou a ser ré na ação civil pública proposta pela CVM em conjunto com o MPF, e ré em ação coletiva proposta pela Associação ABRIMEC. O controlador também é réu nas mesmas ações, que continuam em curso, sem julgamento passada uma década.
Em agosto de 2013, advogados de Marcus Elias, entraram com habeas corpus preventivo, que foi negado.
Em 23 de setembro de 2013 a negociação das ações foram suspensas pela B3, em razão da liquidação da companhia pela Suprema Corte de Bermudas. Em 19 de agosto do ano seguinte, a CVM suspendeu as negociações da Laep pela não entrega de documentos obrigatórios.
Em março de 2014, a Laep entrou com recursos no STJ e STF, e em agosto, uma audiência de conciliação foi solicitada.
Em 2014, a pedidos do Ministério Público Federal, a parte da herança de Mário Elias que cabia a Marcus Elias foi bloqueado pela justiça. De acordo com o MPF e CVM, o caso Laep foi o mais aviltante da história da Bolsa de Valores Brasileira e possivelmente mundial:
Othoniel L. Filho, ex-conselheiro da Laep, foi condenado a pagar 600 mil reais em um processo na CVM por informação privilegiada. Posteriormente a decisão foi revertida judicialmente.